# Albert Paulig
Albert Paulig (14 de janeiro de 1873 – 19 de março de 1933) foi um ator alemão que foi popular durante a era do cinema mudo. Paulig fez seu primeiro filme em 1914. No ano seguinte, ele atuou em uma das primeiras tentativas na direção de Ernst Lubitsch, A Trip on the Ice (1915). Paulig apareceu em uma série de Thriller de Harry Piel, incluindo Der Mann ohne Nerven (1924).